# H.P. Clausen
H.P. Clausen,  właśc. Hans Peter Clausen (ur. 31 stycznia 1928 w Borgu, zm. 21 kwietnia 1998) – duński polityk, historyk i nauczyciel akademicki, działacz Konserwatywnej Partii Ludowej, poseł do Folketingetu i jego przewodniczący od 1989 do 1993, minister w rządach Poula Schlütera.

## Życiorys
W 1955 ukończył studia historyczne na Uniwersytecie Kopenhaskim. Został nauczycielem akademickim na Uniwersytecie Aarhus, osiągając na nim stanowisko profesorskie. Zajmował się zagadnieniami z zakresu metodologii, techniki i teorii badań historycznych. W latach 1984–1986 przewodniczył organizacji kulturalnej Grænseforeningen.
Zaangażował się także w działalność polityczną w ramach Konserwatywnej Partii Ludowej. Między 1986 a 1989 wchodził w skład gabinetów Poula Schlütera, kierując w różnych okresach resortami kultury, komunikacji, transportu i sprawiedliwości. Od 1987 do 1997 zasiadał w duńskim parlamencie, w latach 1989–1993 pełnił funkcję jego przewodniczącego. Po odejściu z Folketingetu do czasu swojej śmierci był konsulem generalnym we Flensburgu.